# Nělemnoje
Nělemnoje (rusky Нелемное, jakutsky Нелемнэй) je vesnice ve Verchněkolymské oblasti Republiky Sacha.

## Název
Obec dostala jméno po rybě nelma obecná, která se sem připlouvá rozmnožovat.

## Historie
Do 50. let 20. století Nělemnoje patřilo ke Sredněkanskému obvodu Magadanské oblasti. Na začátku 70. let 20. století navrhlo vedení obvodu návrh na zrušení obce Nělemnoje a převedení poloviny obyvatel pod správu obce Verchněkolymsk, a druhou polovinu pod obec Usun-Kjujol. Na valné hromadě obyvatel obce návrh vyvolal pobouření a obrátili se na vyšší stranické orgány (krajský výbor). Tehdejší vedení strany díky všesvazovému úspěchu románu Semjona Kurilova Chanido a Chalerža rychle odradilo místní politiky od myšlenek na uzavření neperspektivních vesnic. Díky tomu se obec od konce 70. let rychle rozvíjela: začaly se stavět dvoupatrové domy, kotelna, dieselová elektrárna, sauna, obchod, tělocvična.

## Obyvatelstvo
V obci Nělemnoje žijí Jukagirové, zástupci původního obyvatelstva severovýchodní Sibiře, v obci je jich asi 130. 

## Infrastruktura
V obci je k dispozici pošta na adrese ulice Těkki Odulok 6. Je zde také ambulance, střední škola, dům kultury, muzeum, mateřská školka, knihovna, pekárna, obchod a kotelna. Od roku 2009 při škole působí, filmový kroužek „Němelnoe production“. Chovanci kroužku se učí základům kinematografie. Mohou si vyzkoušet práci herců, režisérů, scenáristů, kulisáků.

## Ekonomika
V obci hospodaří rodinné podniky „Jukagir“, „Utajana“, „Tekki – Odulok“, které se zabývají tradičními řemesly: chovem jelenů a zpracování ryb a kožešiny. 

## Významní rodáci
- Nikolaj Ivanovič Spiridonov, narozen: 1906, Nělemnoje, zemřel: 1938, Leningrad — jukagirský ruskojazyčný spisovatel, vědec, veřejný činitel